# Comme un avion
Comme un avion è un film francese del 2015 diretto, scritto e interpretato da Bruno Podalydès.